# Le Cyclope de Waregem
 (octobre 2019).
Le Cyclope de Waregem est une statue visible depuis l'autoroute E17 (autoroute A14 pour les Belges), près de la sortie Waregem-Deerlijk.
Installée sur une plateforme elle-même surélevée par un chariot élévateur, le cyclope mesure 7m50 de haut et pèse près d'une tonne.
Il s'agit d'une création de l'artiste italien Marco Boggio-Sella. Elle a été commandée par Hervé Missaien, homme d'affaires flamand et PDG d'une entreprise d'importation d'appareils élévateurs.
C'est la mascotte du projet artistique « 100 titans de Flandre » et fait d'ailleurs partie de la liste officielle des géants du folklore flamand.

## Faits marquants
- 2011 : installation de la statue.
- Fin septembre 2012 : restauration du cyclope à la suite d'un incendie volontaire dont les auteurs n'ont pas pu être identifiés[3].
- Juin 2016 : le cyclope est provisoirement vêtu d'une tenue aux couleurs des Diables rouges, l'équipe de football nationale belge à l'occasion de l'Euro 2016[4].

- Juin 2018 : le cyclope est de nouveau vêtu d'une tenue aux couleurs des Diables rouges à l'occasion de la Coupe du Monde de football 2018.
- Fin janvier 2022, le cyclope est vendu aux enchères pour la somme de 29 513€ à un fabricant de cuisines (dont il devrait devenir la mascotte). Son déménagement est d'abord prévu vers la commune d'Eeklo, avant d'être possiblement mis en location ainsi qu'emmené à des événements tels que Batibouw[5].

## Anecdote
Le cyclope n'a pas toujours été nu. À l'origine, son propriétaire Hervé Missaien avait fait confectionner un slip léopard pour couvrir le sexe du cyclope. Celui-ci lui a été subtilisé moins d'une semaine après l'installation du géant et n'a jamais été retrouvé malgré la promesse d'une récompense.